# Teufelsbek
Die Teufelsbek (auch Teufelsau) war ein Bach in Hamburg-Bahrenfeld und Hamburg-Othmarschen, der heute in seiner ehemaligen Form nicht mehr existent ist. Die Flottbek war ein Nebenfluss der Teufelsbek, heute ist die Teufelsbek als Nebenfluss der Flottbek angegeben.

## Bezeichnung
Auf alten Karten ist der Verlauf der Teufelsbek und der weitere Verlauf der heutigen Flottbek ab dem Zusammenfluss im Jenischpark bis zur Elbe als Teufelsbek eingezeichnet, die Teufelsbek war somit der Hauptfluss. Das ehemalige Stück der Teufelsbek zwischen Jenischpark und Elbe wurde nach dem Trockenfall des Teilstücks zwischen Bahrenfeld und Jenischpark der Flottbek zugeordnet. Der Name Teufelsbek soll von der „teuflischen Brücke“ (Teufelsbrück) über der Mündung in die Elbe kommen.
Die Geologische Baugrundkarte 5636 Bahrenfeld bezeichnet den Verlauf der Teufelsbek bis zum Zusammenfluss im Jenischpark (fälschlicherweise) als eigentliche Flottbek.

## Verlauf
Die Teufelsbek entsprang unmittelbar südlich des Bahrenfelder Sees und floss zuerst kurz Richtung Osten, dann Richtung Süden bis zur heutigen Jürgen-Töpfer-Straße, dort knickte der Verlauf nach Westen ab. Weiter verlief sie über das Gebiet der heutigen A7, weiter an der heutigen Walderseestraße, wo das ehemalige Bachbett heute noch vorhanden ist. Sie unterquerte die damals schon existierenden Straßen, die heute die Namen Reventlowstraße und Droysenstraße tragen. Sie mündete an der Straße Hochrad an der nordöstlichen Ecke des Jenischparks in die heutige Flottbek.
Laut Geoportal Hamburg verläuft die Teufelsbek heute noch von der Parkstraße bis zur Mündung.

## Trockenfall
Der genaue Zeitpunkt des Trockenfalls der Teufelsbek ist nicht bekannt, konkret benutzt wird die Bezeichnung „vor Jahrzehnten“, außerdem der Zeitraum um das Jahr 1968.
Als Gründe für den Trockenfall der Teufelsbek werden Geländeumgestaltung, Straßen- und Hochbaumaßnahmen, Grundwasserveränderungen beim Elbtunnelbau, sowie Bebauung, Industrie und Straßen genannt. Außerdem schnitt der Bau der A7 den östlichen Teil des Einzugsgebietes und damit den Zustrom des Grundwassers ab.

## Heutiger Zustand
Ein ehemaliges Teilstück der Teufelsbek befindet sich in der Mitte der Walderseestraße. Außerdem sind Absenkungen in der heutigen Parkstraße sowie ein Teilstück im Jenischpark erkennbar.
Der heutige Zustand ist, auch von offizieller Seite, nicht einheitlich beschrieben. Es gibt unterschiedliche Quellen dazu, ob eine Verrohrung vorliegt. Während in manchen Quellen von keiner Verrohrung die Rede ist, sprechen andere Quellen von einer Verrohrung unter der Walderseestraße, was jedoch den meisten anderen Quellen widerspricht. Wieder andere Quellen sprechen von einer teilweisen Verrohrung.
Das Bachbett der Teufelsbek wird bezeichnet als „nur noch teilweise existent“, der Bach als solcher existiere gar nicht mehr. An anderer Stelle wird der Zustand der Teufelsbek als „kaum mehr existent“ und „temporär trockenfallend“ bezeichnet.
Das Altonaer Fachamt Management des öffentlichen Raumes legt als heutige östliche Grenze des Einzugsgebietes Teufelsbek, das nach wie vor als dem der Flottbek angehören soll, die A7 fest.
Laut einem Informationsblatt des Altonaer Fachamtes für Stadt- und Landschaftsplanung von 2009 wurde beabsichtigt, die Teufelsbek freizulegen, in einem Rahmenplan von 2013 wird eine „weitere Freilegung“ lediglich als wünschenswert bezeichnet.
Verursacht durch tagelang langanhaltende Regenfälle kommt die Teufelsbek in Othmarschen wieder zum Vorschein, wird sichtbar, so geschehen beispielsweise im Dezember 2023 und im Januar 2024.

## Belege
1. ↑  Teufelsbrück in der zweiten Hälfte des 19. Jahrhunderts. In: Der Heimatbote. Hamburg März 1974, S. 7 (nienstedten-hamburg.de [PDF]).
2. 1 2 3 4  Nils Buurman: Charakterisierung von Zirkularstrukturen im geologischen Untergrund Hamburgs zur Abgrenzung verkarstungsgefährdeter Bereiche. Hamburg 2010 (d-nb.info – Dissertation zur Erlangung des Doktorgrades der Naturwissenschaften).
3. ↑  Gesamtliste der Fließgewässer im Elbeeinzugsgebiet. Abgerufen am 30. Juni 2020.
4. 1 2 3  Ein dritter Bach: Die Teufelsbek. In: Der Heimatbote. Juni 2010, S. 5–6 (nienstedten-hamburg.de [PDF]).
5. ↑  Gäbler: Diesmal aus dem Jenischpark. In: Der Heimatbote. Mai 2015 (nienstedten-hamburg.de [PDF]).
6. ↑  Erwin Lubitz: Die Flottbek und die Teufelsbrücke (Fortsetzung). In: Der Heimatbote. April 1968, S. 6 (nienstedten-hamburg.de [PDF]).
7. ↑  Historische Karte auf Mapire. Abgerufen am 24. Mai 2021.
8. ↑  Geoportal Hamburg. Abgerufen am 28. Mai 2021.
9. 1 2 3  Umsetzung der EG-Wasserrahmenrichtlinie (WRRL) Landesinterner Bericht zum Bearbeitungsgebiet Elbe/Hafen Bestandsaufnahme und Erstbewertung (Anhang II / Anhang IV der WRRL). Freie und Hansestadt Hamburg Behörde für Stadtentwicklung und Umwelt Amt für Umweltschutz, 31. Januar 2005, abgerufen am 24. Mai 2021.
10. ↑  Michael Bergemann: Gesamtliste der Fließgewässer im Elbeeinzugsgebiet. Abgerufen am 28. Mai 2021.
11. 1 2 3 4 5  Rahmenplan Othmarschen. Bezirksamt Altona Fachamt für Stadt- und Landschaftsplanung, Juni 2012, abgerufen am 24. Mai 2021.
12. ↑  Matthias Schmoock: Die letzten Geheimnisse von Othmarschen. 20. April 2017, abgerufen am 24. Mai 2021 (deutsch).
13. ↑  Landschaftspflegerischer Begleitplan (LBP) mit Artenschutzbeitrag. Freie und Hansestadt Hamburg Behörde für Wirtschaft, Verkehr und Innovation Amt für Verkehr und Straßenwesen, abgerufen am 24. Mai 2021.
14. 1 2  Pflege- und Entwicklungsplan zur Umsetzung der EG-WRRL für die Flottbek. Bezirksamt Altona Fachamt Management des öffentlichen Raumes, Juni 2013, abgerufen am 24. Mai 2021.
15. ↑  Informationsblatt zur öffentlichen Plandiskussion der Bebauungsplan-Entwürfe Othmarschen 36 und 37. Bezirksamt Altona Fachamt für Stadt- und Landschaftsplanung, 4. Juni 2009, abgerufen am 24. Mai 2021.
16. ↑  Louisa Eberhard: Hamburg Othmarschen: Verschwundener Bach führt wieder Wasser – was dahintersteckt. 4. Januar 2024, abgerufen am 4. Januar 2024 (deutsch).